# Lena Wisborg
Lena Elisabet Wisborg Candinger, född Wisborg 24 september 1965 i Huddinge församling, är en svensk före detta barnskådespelare. Hon är mest känd för sin medverkan i filmerna om Emil i Lönneberga, där hon spelade Emils syster Ida. 
Wisborg avslutade sin filmkarriär efter en biroll i TV-serien Katitzi (1979). Hon är syster till Åsa Wisborg som är den svenska rösten till kattungen Marie i filmen Aristocats.

## Filmografi i urval
- 1971 – Emil i Lönneberga
- 1972 – Nya hyss av Emil i Lönneberga
- 1973 – Emil och griseknoen
- 1979 – Katitzi (TV-serie)